# Jorge Enríquez
Jorge Enríquez García (Mexicali, 8 de janeiro de 1991) é um futebolista mexicano que atua como médio-volante. Atualmente defende o Club León, campeão olímpico em Londres 2012.